# 기릉
기릉(其㥄, ?~?)은 백제의 관료이다.
542년, 내솔을 지내면서 왜국과의 교류 역할을 맡았다.